# Tăcuta (gmina)
Tăcuta – gmina w Rumunii, w okręgu Vaslui. Obejmuje miejscowości Cujba, Dumasca, Focșeasca, Mircești, Protopopești, Sofieni i Tăcuta. W 2011 roku liczyła 3248 mieszkańców.